# تکریش
تکریش (به صربی: Tekeriš) یک روستا در صربستان است.